# ジョン・エドワード・ケリー
ジョン・エドワード・ケリー（英語: John Edward Kelley, 1853年3月27日 - 1941年8月5日）は、アメリカ合衆国の政治家、新聞記者。所属政党は民主党、人民党。アメリカ合衆国下院議員を1期務めた。

## 経歴・人物
ジョン・エドワード・ケリーは1853年3月27日、ウィスコンシン州コロンビア郡ポーテージ近郊で生まれた。1878年にダコタ準州ムーディ郡コルマンに移住し、1894年から1897年まで地元新聞社「フランドロー・ヘラルド新聞」を経営していた。
民主党員として、サウスダコタ州の下院議員を務めた後、無所属で1892年と1894年に連邦下院議員選挙に出馬するも落選した。1896年選挙ではサウスダコタ州全州選挙区に人民党から出馬し、シートAとして初当選。1897年3月4日から1899年3月3日まで連邦下院議員を務めた。1898年選挙で再選を目指すも落選した。その後、ケリーは人民党の衰退が始まると、民主党に復党し、1912年の民主党全国大会の代議員を務めている。
政界引退後はサウスダコタ州ピエールで合衆国土地局の登記官として勤務したほか、ミネソタ州セントポールに移り、コオペレーターズ・ヘラルド誌の編集者となった。1941年8月5日にミネアポリスで死去し、ミネアポリスのセント・メリーズ墓地に埋葬された。